# I'll Be There for You
"I'll Be There for You" är en låt inspelad av amerikanska popgruppen The Rembrandts. Den är mest känd som signaturmelodin till NBC:s situationskomedi Vänner, som sändes från 1994 till 2004. Låten släpptes också som den första singeln från gruppens tredje studioalbum L.P. och nådde topp 10 i Australien, Nya Zeeland och Norge, liksom i Irland och Storbritannien både 1995 och 1997. I Kanada låg låten på första plats i fem veckor och var den högst sålda singeln 1995, medan den i USA nådde nummer 17 på Billboard Hot 100 och toppade Billboard Hot 100 Airplay-listan i åtta veckor.

## Bakgrund
Titeltemat för Vänner skulle ursprungligen vara "Shiny Happy People" av det amerikanska rockbandet R.E.M., men när bandet avvisade erbjudandet, bestämde sig Warner Bros. TV för att återskapa R.E.M.:s ljudbild genom att anlita The Rembrandts för att skriva ett originaltema. The Rembrandts ville inte spela in låten, men eftersom de var det enda tillgängliga bandet på Warner Records, gick de senare med på det. Originaltexten till "I'll Be There for You", den enda vers som behövdes för längden på seriens vinjett, var samskrivna av producenterna till Vänner, David Crane och Marta Kauffman, samt låtskrivaren Allee Willis, medan Rembrandts-medlemmarna Phil Sōlem och Danny Wilde utvidgade det senare genom att skriva andra versen och sticket.  Musiken komponerades av Kauffmans man, Michael Skloff.
Det ursprungliga temat, som är under en minut långt, spelades in igen som en tre minuters poplåt. Efter att Nashvilles programdirektör Charlie Quinn, tillsammans med radioannonsören och musikproducenten Tom Peace, loopat den ursprungliga kortversionen i ett spår i full längd och sänt den på radiostationen WYHY, blev den så populär att de var tvungna att spela in den igen. Handklappet i slutet av den första raden av låten var ett tillägg i sista minuten, där Sōlem medgav att det var ett klokt beslut och utsåg det till den bästa delen av låten.

## Musikvideo
Videon visar bandet som uppträder i en studio medan medlemmarna i Vänner deltar. Rembrandtsmedlemmarna Phil Sōlem och Danny Wilde avslöjade under en liveintervju i Today Show den 20 september 2019 för att fira 25-årsjubileet för låten som videon spelades in på uppsättningen SNL (Studio 8H).

## Medverkande
Enligt konvolutet på den europeiska CD-singeln.
- Marta Kauffman - text, verkställande producent
- David Crane - text, verkställande producent
- Michael Skloff - musik, Hammondorgel
- Danny Wilde - text, sång, bas, akustisk gitarr, slagverk
- Phil Sōlem - text, sång, elgitarr
- Pat Mastelotto - trummor
- Gavin MacKillop - producent
- Kevin S. Bright - verkställande producent